# Place Royale (Québec)

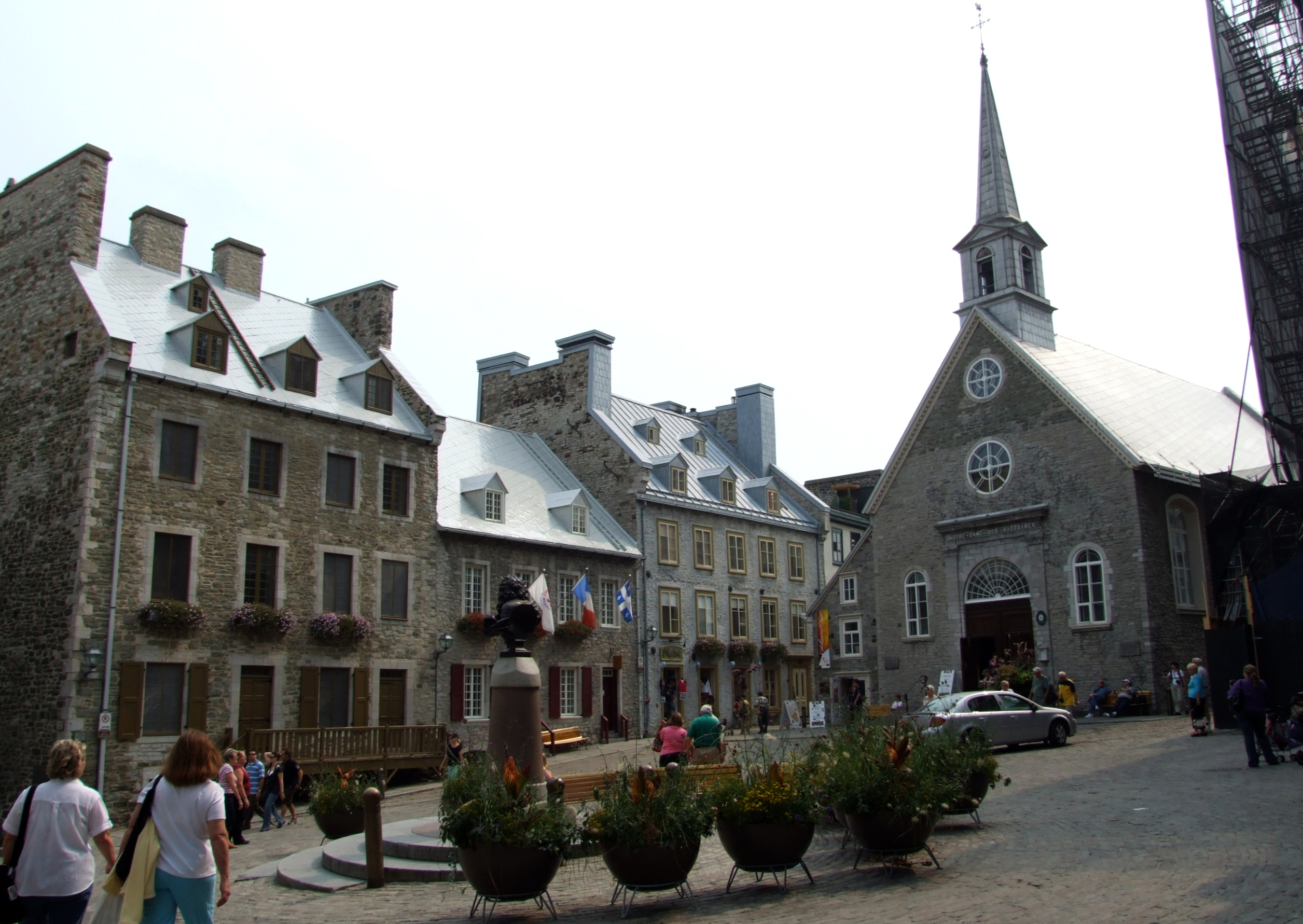
Place Royale

Place Royale – plac w Québecu w Dolnym Mieście (dzielnica La Cité–Limoilou) uważany za miejsce najstarszego francuskiego osiedla na kontynencie. Znajduje się przy nim kościół Notre-Dame-des-Victoires, najstarszy kamienny kościół w Ameryce Północnej.

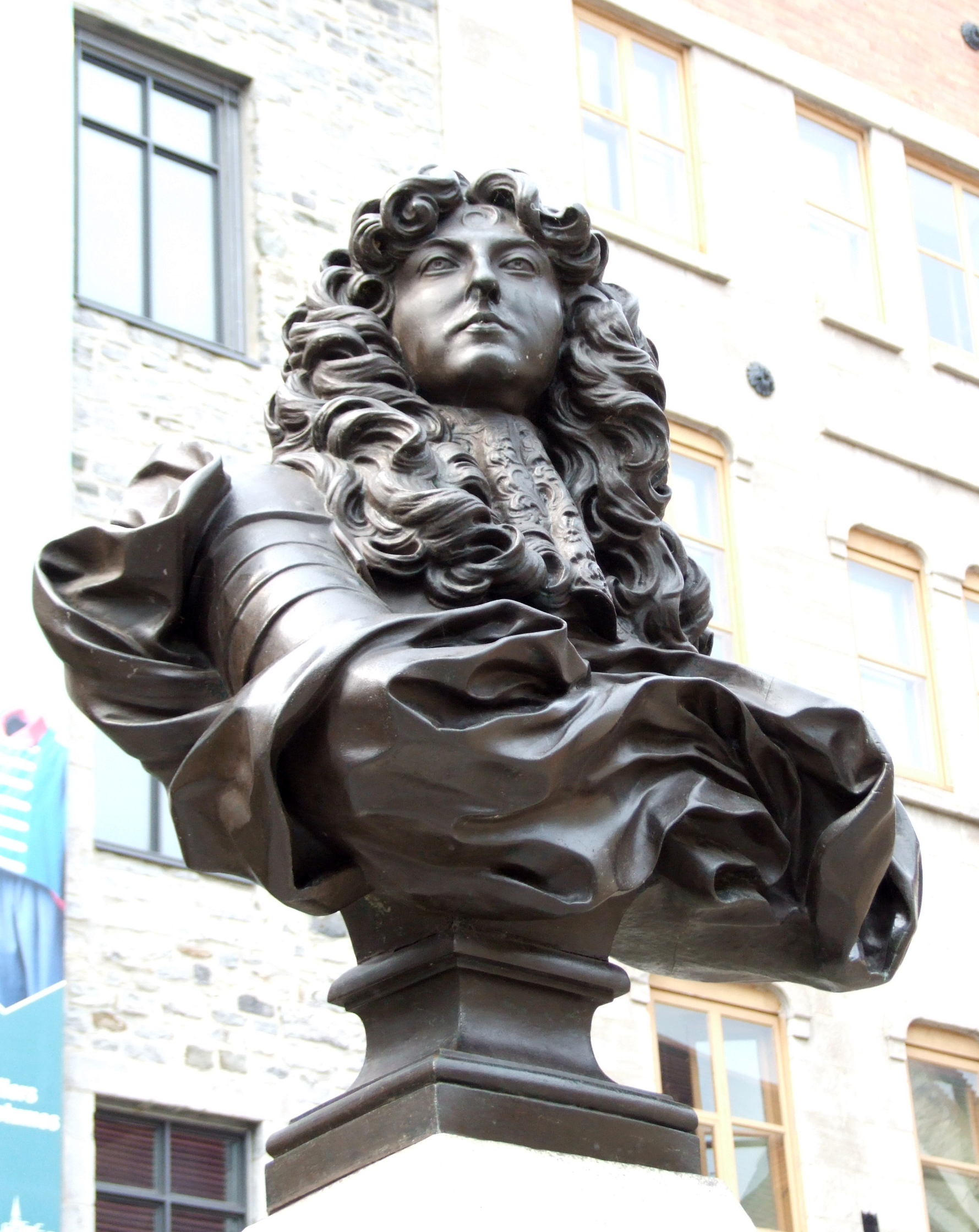
Popiersie Ludwika XIV

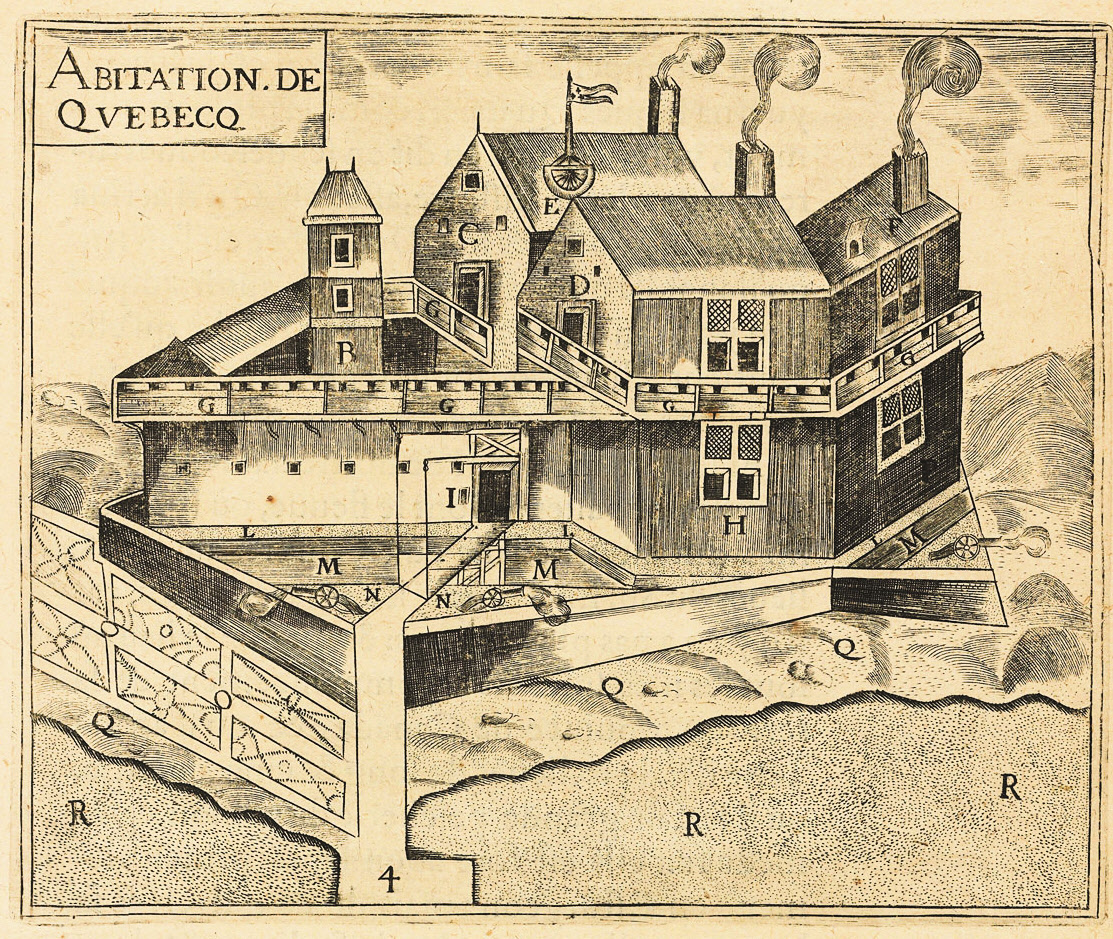
Osada Québec, Samuel de Champlain, 1608

## Historia
Place Royale, zwany „kolebką cywilizacji francuskiej w Ameryce”, obejmuje obszar, na którym w 1608 roku Samuel de Champlain rozpoczął budowę fortu. Wznoszone budowle służyły przede wszystkim handlowi futrami z Indianami, którzy epizodycznie pojawiali się w okolicach fortu w celu połowu ryb i wymiany towarów.
Osada szybko rozwijała się w ciągu XVII wieku i objęła cały obszar dzisiejszego Dolnego Miasta. Po pożarze z 1682 roku zabudowania odbudowano ponownie z kamienia. Popiersie Króla Słońce, Ludwika XIV, zostało postawione w 1686 roku przez intendenta Jeana Bocharda de Champigny. Od tego czasu plac zaczęto nazywać Place Royale (fr. Plac Królewski).
Plac stał się głównym ośrodkiem handlowym Nowej Francji. W jego budynkach składowane były towary przeznaczone na eksport do Europy, na nim wyładowywano również produkty przywożone ze starego świata.
W 1759 roku oddziały brytyjskie pod dowództwem generała Jamesa Wolfe'a zniszczyły większą część miasta, zamieniając Place Royale w ruinę. Po zakończeniu podboju brytyjskiego budynki przy placu zajęli głównie angielscy kupcy, armatorzy i architekci.
W XIX wieku, w związku z rewolucją przemysłową i wzrostem znaczenia portu w Montrealu, plac stracił swoją role w handlu w kolonii. Stopniowo popadał w ruinę i w takim stanie pozostawał aż do roku 1967, kiedy rząd prowincji Quebec zarządził jego rewitalizację. Nazwa Place-Royale została nadana sektorowi otaczającemu plac.
W procesie restauracji postanowiono odbudować plac w stylu z XVIII wieku (czas panowania francuskiego), co oznaczało również rozbiórkę budynków XIX-wiecznych (zbudowanych za czasów panowania brytyjskiego).

## Opis

Mapa Starego Miasta z zaznaczonym Place Royale

Place Royale mieści się w obrębie zabytkowego starego miasta, które zostało wpisane w 1985 roku na listę światowego dziedzictwa UNESCO. Plac jest ograniczony ulicami Rue Saint-Pierre, Côte de la Montagne i Rue du Petit-Champlain. Znajdują się przy nim liczne budynki o znaczeniu historycznym, turystycznym i kulturowym, takie jak:
- Kościół Notre-Dame-des-Victoires,
- fragmenty drugiego fortu Champlaina z 1613 roku[2],
- Centre d'interprétation de Place-Royale, muzeum poświęcone historii dzielnicy,
- Maison Fornel, budynek z XVIII wieku odbudowany w 1962 roku, dawna faktoria handlowa Jean-Louis Fornela, który badał wybrzeże półwyspu Labrador w 1737 roku,
- popiersie z brązu Ludwika XIV, postawione w 1686 roku,
- Maison Chevalier, zabytkowy budynek dostępny dla zwiedzających,
- sklepienie w restauracji Cavour.

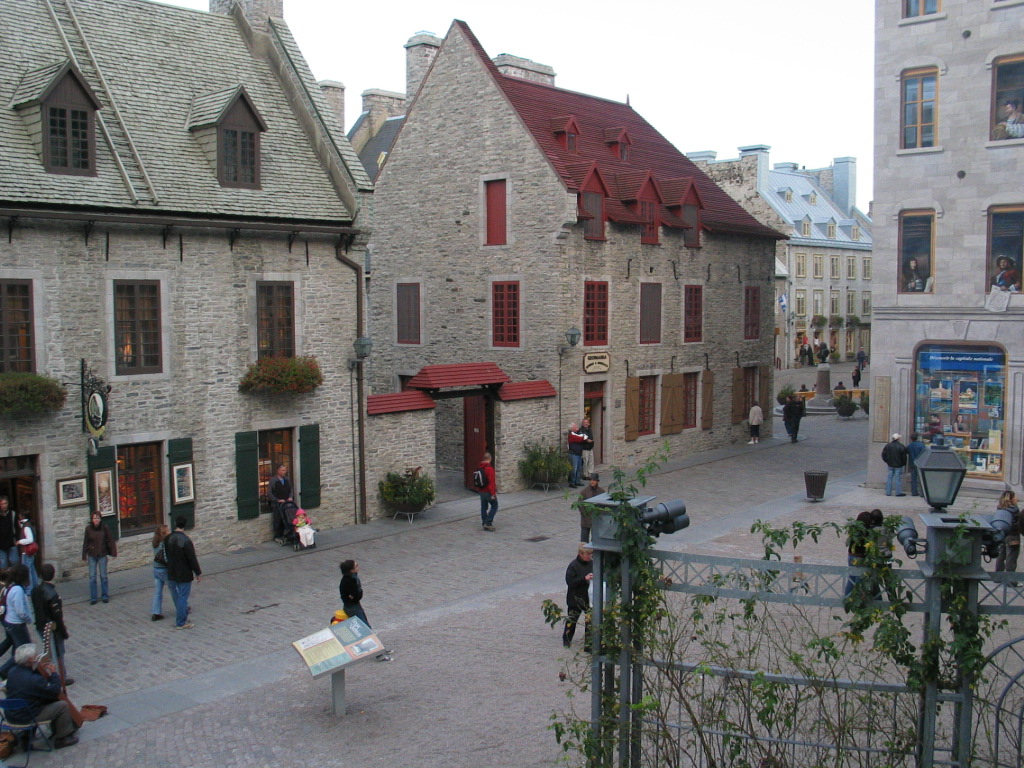
Place Royale
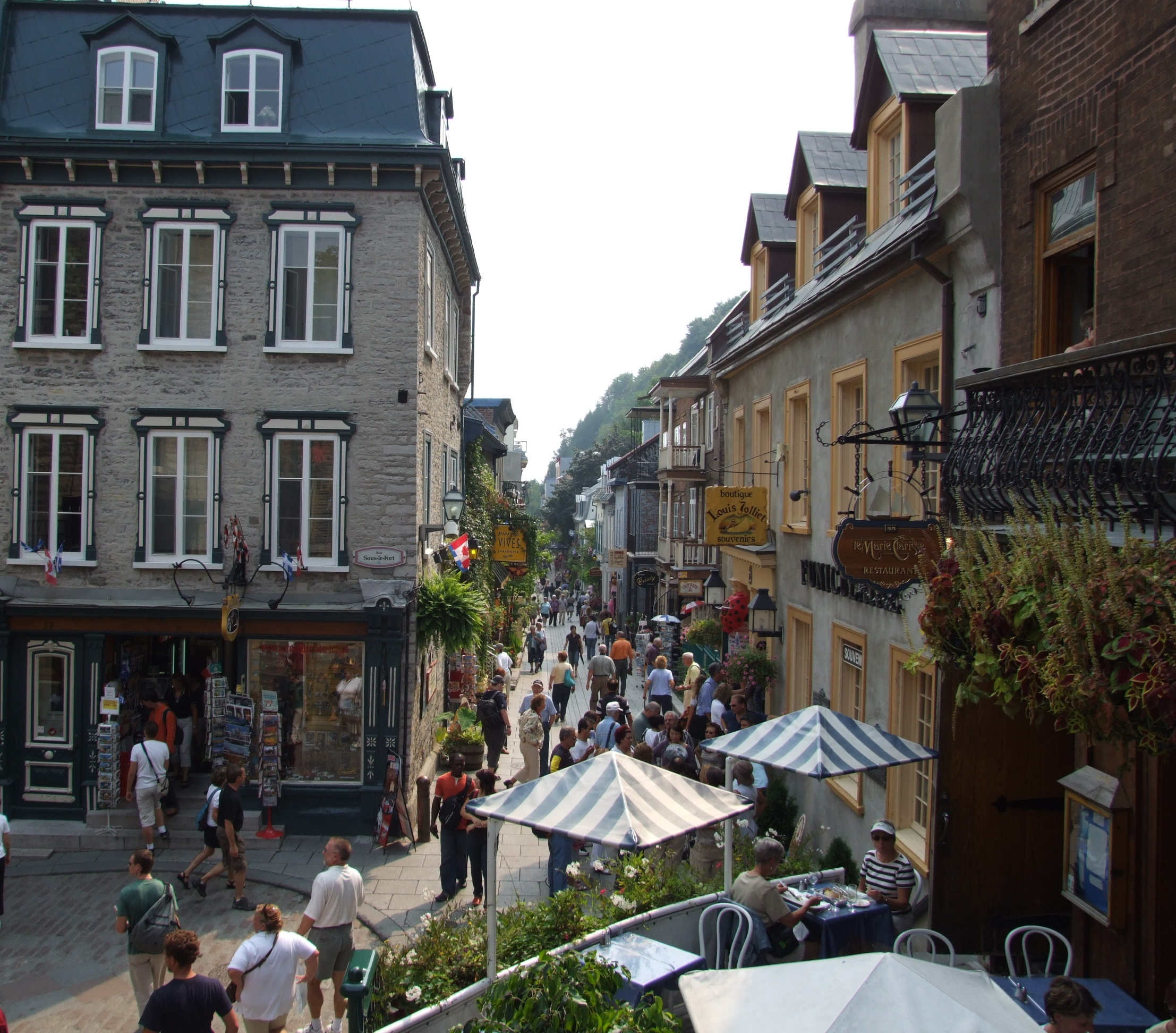
Rue du Petit-Champlain
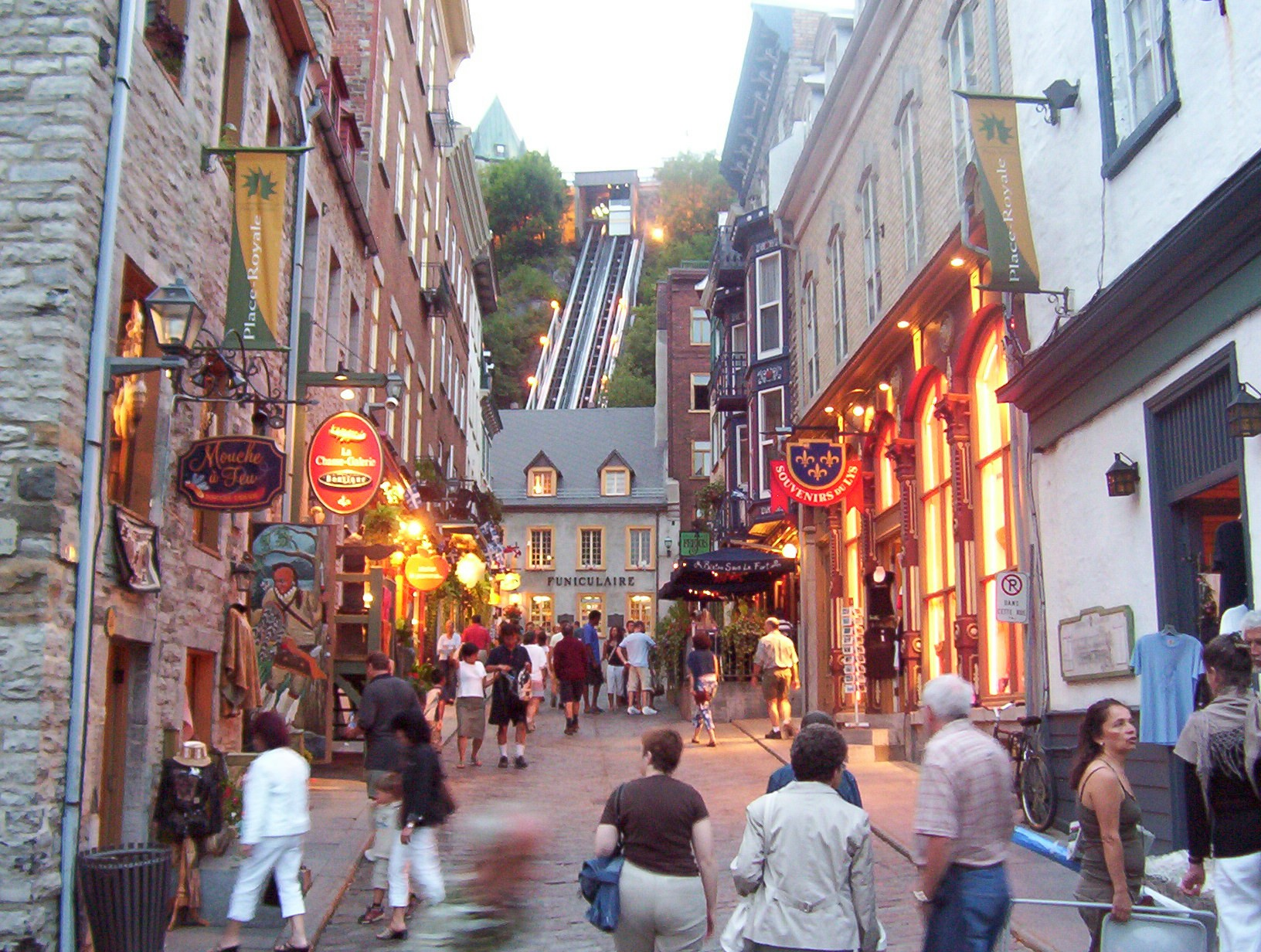
Rue Sous-le-Fort